# Luis Caballero (umělec)
Luis Caballero Holguín (27. srpna 1943 Bogota – 19. června 1995) byl kolumbijský malíř, fotograf, akvarelista, pastelista a litograf. Caballero byl známý zobrazováním mužských postav, které často zahrnují jak erotické, tak násilné obrazy. Je považován za jednu z nejvýznamnějších osobností kolumbijského umění.

## Životopis
Caballero vyrůstal v konzervativní katolické domácnosti. V letech 1961–1962 studoval na University of Los Andes (Kolumbie), kde se setkal a byl ovlivněn umělcem Juanem Antoniem Rodou a uměleckou kritičkou Martou Trabou. Pokračoval ve svých akademických studiích v Paříži na Académie de la Grande Chaumière, kterou absolvoval v roce 1964. Během této doby objevil Willema de Kooninga a Francise Bacona. Po návratu do Kolumbie v roce 1968, vyhrál první cenu na prvním iberoamerickém bienále v Medellínu.
Caballero se vrátil do Paříže, kde v roce 1969 našel více svobody a žil tam až do roku 1995, kdy se vrátil do Bogoty na speciální výstavu svých prací v knihovně Luise Ángela Aranga.
Zemřel v červnu téhož roku ve věku jedenapadesáti let.
Jeho figurativní díla jsou obvykle ve velkém měřítku kombinovaná média olej, inkoust, akvarel na plátno nebo papír, někdy obsahující látky nebo provazy v omezené škále tlumených sépiových barev, často představující mužské nahé postavy, v současném stylu poznamenaném klasickým uměním.
Tate Gallery v Londýně získala dílo umělce v roce 2023.
V roce 2024 byla v Cecilia Brunson Projects kurátorem Daniela Malarkeyho otevřena první výstava tohoto umělce ve Spojeném království.

## Publikace a bibliografie
- Luis Caballero by Luis Caballero
- Luis Caballero: the male nude: 1994 by Luis Caballero
- Luis Caballero: paintings & drawings by Luis Caballero
- Luis Caballero, Me tocó ser así
- Barnitz, Jacqueline. Twentieth-Century Art of Latin America. Austin: University of Texas Press, 2001. ISBN 9780292708587
- Rodríguez, Marta. Luis Caballero. Arte Nexus: Arte en Colombia 27 (leden–březen 1998): 121–23.
- Sokolowski, Thomas. Luis Caballero: Large Scale Drawings. New York: Nohra Haime Gallery, 1991. Catalogue of Exhibition, Grey Art Gallery, New New York University's fine art museum, 1991.